# Miejski Rów
Miejski Rów – część miasta Tuchola, także osiedle mieszkaniowe, położone przy lokalnej drodze prowadzącej do Wielkiego Gacna, na wschodnim krańcu Borów Tucholskich, w pobliżu jezior Głęboczek i Trzcionek.